# Innocenti Mini (Bertone)

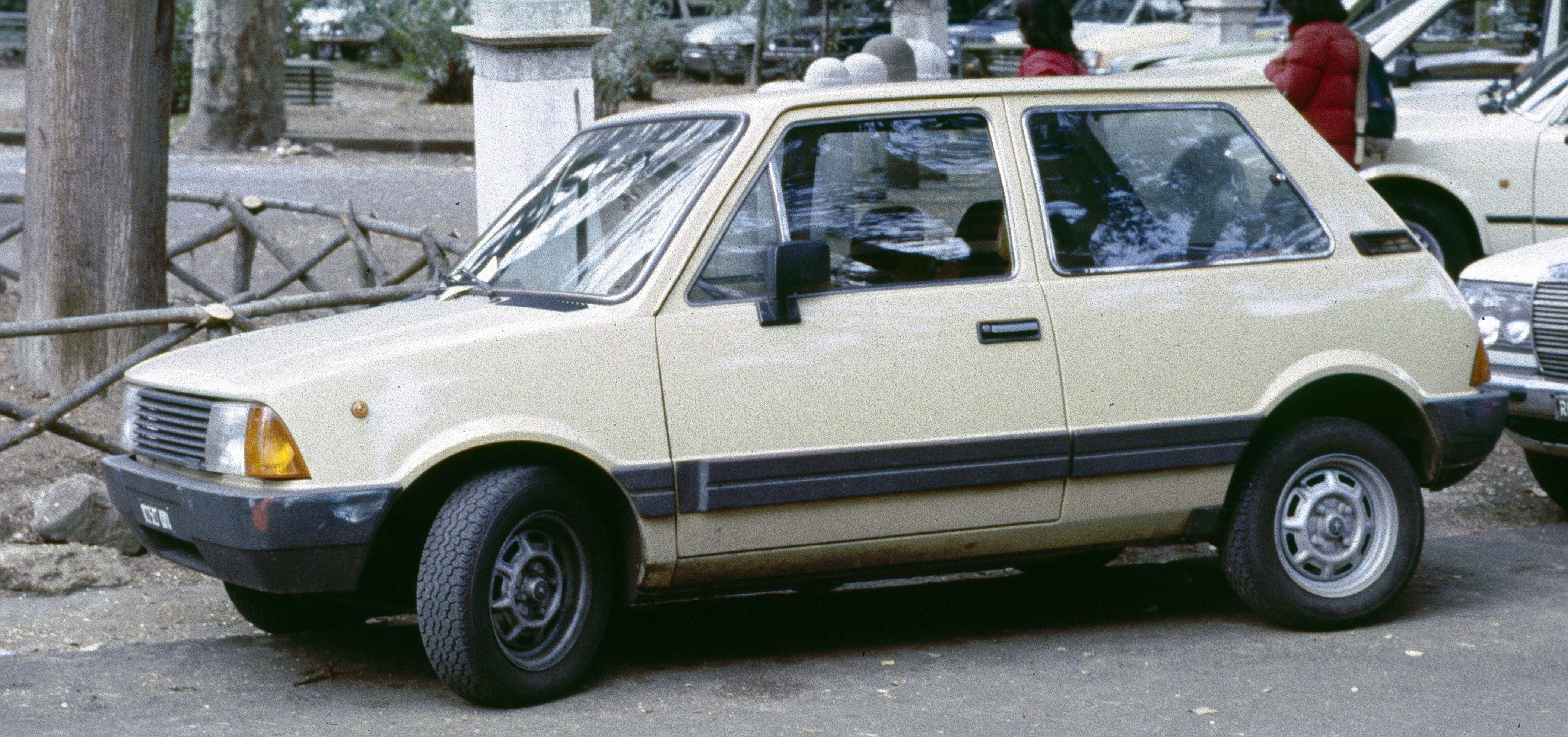
Ab 1980 mit breiten Kunststoffstoßstangen: Innocenti Mille

Der Innocenti Mini war ein Kleinwagen, der ab 1975 vom Mailänder Automobilhersteller Innocenti produziert wurde. Der Wagen basierte technisch auf dem Mini von British Leyland, hatte aber eine eigenständige, von Bertone entworfene Karosserie, die ihn wesentlich moderner erscheinen ließ. Ausgestattet mit 0,9 oder 1,2 Liter großen Vierzylindermotoren, wurde er zunächst unter den Bezeichnungen Mini 90 bzw. Mini 120 verkauft. Später kamen andere Motorisierungen und Modellbezeichnungen hinzu. Ab 1982 entfernte sich der Kleinwagen weiter von seinen britischen Wurzeln. Er erhielt japanische Antriebstechnik und wurde mehrfach überarbeitet. Zu dieser Zeit wurde auch die Bezeichnung „Mini“ abgelegt. Die Benennung erfolgte daraufhin nach der Größe des Hubraums. Nachdem Fiat 1991 die Anteilsmehrheit an Innocenti erworben hatte, lief die Produktion des Kleinwagens aus; 1993 wurde der letzte Innocenti Mini hergestellt.

## Geschichte
Das 1931 gegründete Unternehmen Innocenti produzierte seit den 1950er-Jahren verschiedene British-Leyland-Modelle in Lizenz. Sie waren vor allem für den italienischen Markt bestimmt. Nach dem Tod des Unternehmensgründers 1966 übernahm British Leyland den Betrieb. Seitdem produzierte Innocenti vor allem den Innocenti Mini in Lizenz, der sich anfänglich gut verkaufte. Als allerdings Ende der 1960er-Jahre moderner gestaltete Konkurrenten wie der Autobianchi A112 oder der Fiat 127 auf den Markt kamen, sank die Konkurrenzfähigkeit des italienischen Mini. Zwar entwickelte British Leyland mit dem sogenannten ADO 74 einen etwas größeren und moderneren Nachfolger für den Mini, auf den Innocenti große Hoffnungen setzte; doch wenige Monate vor Insolvenz von British Leyland 1974 wurden die Arbeiten an diesem Projekt ersatzlos eingestellt.
Als sich 1974 das Scheitern des Projekts ADO 74 abzeichnete, begann Innocenti eigenverantwortlich mit der Überarbeitung des Mini. British Leyland unterstützte die Entwicklungsarbeiten, entschied sich aber bereits in der Konzeptphase gegen einen Verkauf des Wagens in Großbritannien. Der neue Innocenti Mini wurde auf dem Turiner Autosalon im Herbst 1974 erstmals öffentlich gezeigt; einige Monate später begann die Serienproduktion. Nachdem British Leyland zahlungsunfähig geworden und verstaatlicht worden war, verkaufte das britische Unternehmen seine Innocenti-Anteile bis auf einen Rest von 6 % an den italienischen Unternehmer Alejandro de Tomaso, der außer dem nach ihm benannten Sportwagenhersteller auch den Motorradhersteller Benelli besaß und kurz darauf das traditionsreiche Unternehmen Maserati erwarb. Nachdem Innocenti die Herstellung von Neufahrzeugen 1975 vorübergehend eingestellt hatte, setzte De Tomaso 1976 die Produktion des kleinen Wagens fort. In den folgenden Jahren bezog das Unternehmen zunächst weiterhin technische Komponenten aus Großbritannien. 1981 zerbrach die Allianz zwischen de Tomaso und British Leyland. De Tomaso ließ den Mini daraufhin überarbeiten.
Das Auto erhielt für das Modelljahr 1982 eine neue Radaufhängung und einen Motor von Daihatsu, nicht mehr den britischen BMC A. Diese Umstellung führte zu einer Steigerung des Absatzes auf dem italienischen Markt.
Von 1975 bis 1993 stellte Innocenti 232.387 Fahrzeuge vom Typ Mini her.

## Konstruktion

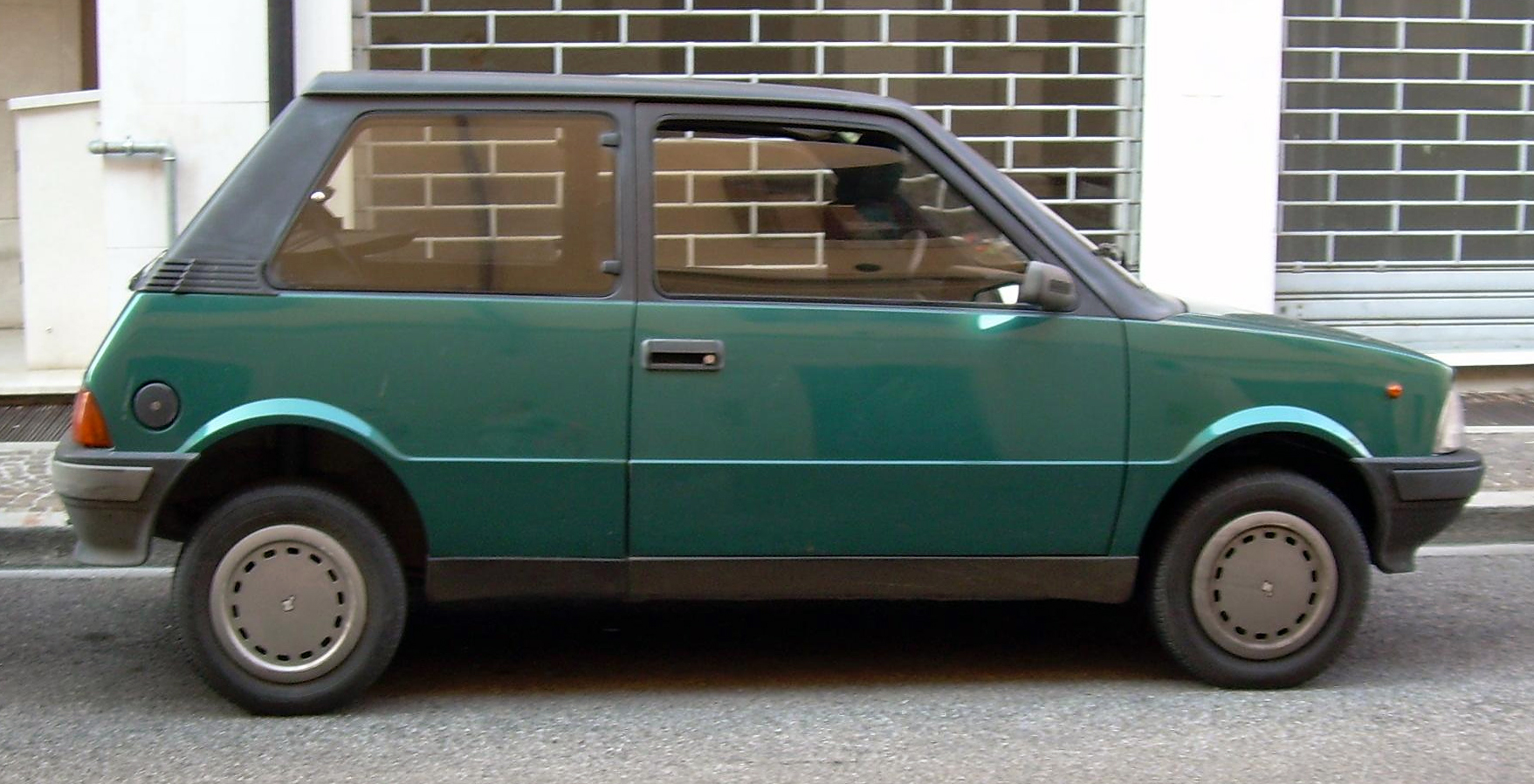
Der Innocenti Small (spätere Serie mit Daihatsu-Motor und Kunststoffstoßstangen)

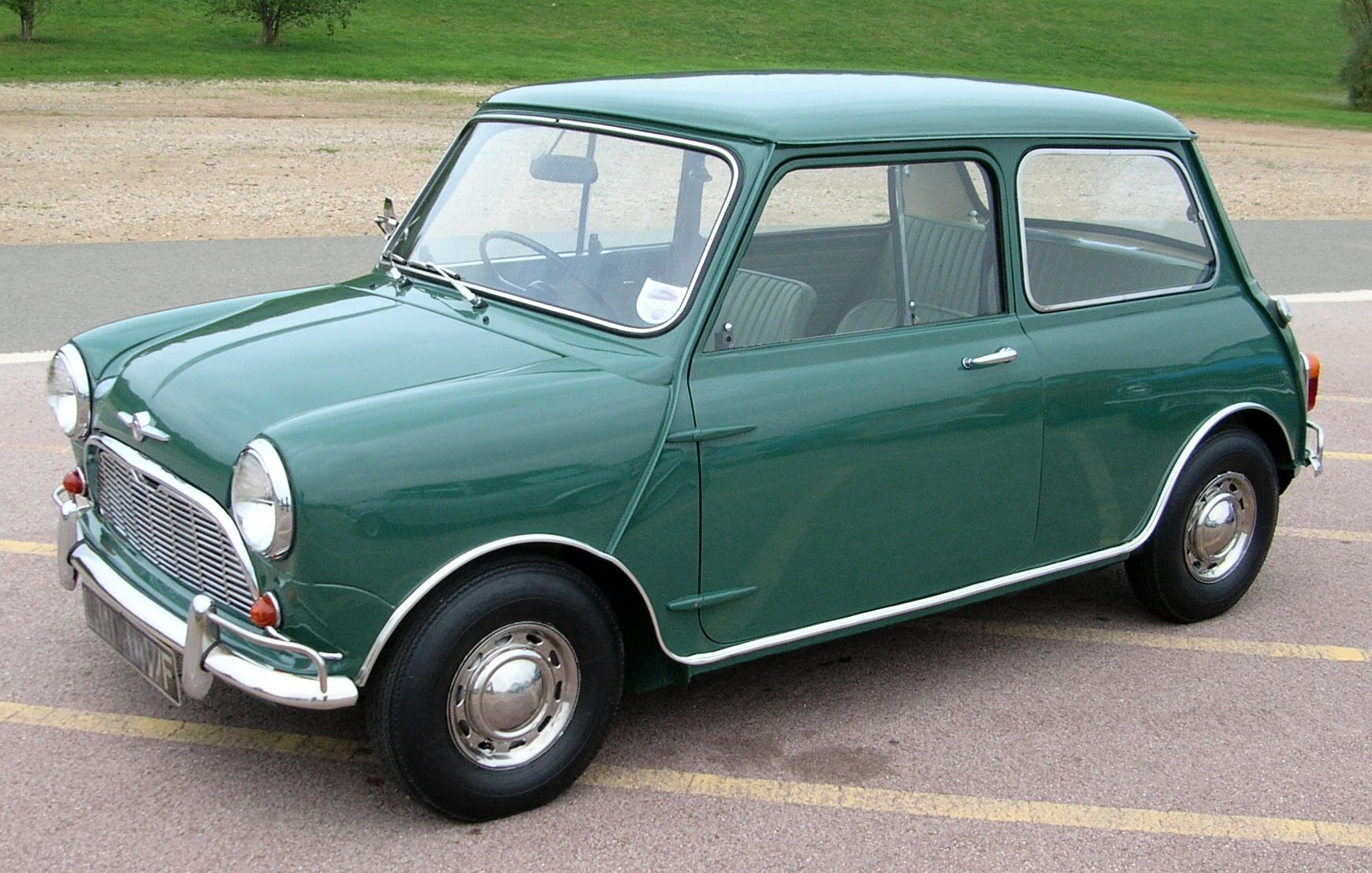
Technische Basis des Innocenti Mini: Der Mini von British Leyland

Die technische Grundstruktur des Innocenti Mini entsprach anfänglich weitestgehend der des britischen Mini. Die Abmessungen wichen kaum voneinander ab: Die Radstände beider Autos waren identisch (2040 mm); der Innocenti war einen cm länger und zehn cm breiter als Leylands Mini, und im Gewicht übertraf er ihn in der Basisversion um 55 kg. Später gab es eine um 160 mm verlängerte Baureihe mit der Bezeichnung Innocenti 990. Am Vorderwagen verwendete Innocenti den gleichen Hilfsrahmen wie der britische Mini; die Heckkonstruktion war dagegen eigenständig: Hier hatte Innocenti einen eigenen Hilfsrahmen entwickelt, der weiter geöffnet war als die britische Konstruktion. Er ermöglichte einen größeren Benzintank. Das Reserverad war beim Innocenti liegend untergebracht, und die Batterie befand sich – anders als beim Original-Mini – im Motorraum. Dadurch wurde das Volumen des Kofferraums vergrößert. Die Gummifederung des Mini wurde in den ersten Jahren unverändert übernommen. Mit der Überarbeitung des Innocenti hielt 1982 eine neue, konventionelle Federung Einzug. Auch die Motoren kamen anfänglich von British Leyland, ab 1982 wurden sie aus Japan bezogen.
Die Karosserie des Innocenti Mini war komplett eigenständig. Sie war 1974 von Giuseppe Bertone entworfen worden. Im Gegensatz zum britischen Mini war sie gradlinig und glattflächig. Eine Besonderheit war die große, nach oben schwingende Heckklappe, die den Kofferraum gut zugänglich machte. Ein Vorteil des Innocenti war die umlegbare hintere Rückbank, die das Kofferraumvolumen zusätzlich erhöhte.

## Einzelne Modelle
Die einzelnen Versionen des Innocenti Mini unterscheiden sich in erster Linie durch die verwendete Antriebstechnik und – bei den späteren Versionen – durch den Radstand. Zwischen 1975 und 1981 waren die Innocenti Mini eng mit dem Mini von British Leyland verwandt; ab 1982 dagegen wiesen die Wagen technischen Bezug zu Daihatsu auf.

### British Leyland Ära
In den ersten Jahren der Produktion verwendete Innocenti Motoren und Getriebe von British Leyland. In dieser Zeit entstanden drei Versionen des italienischen Kleinwagens.

#### Innocenti Mini 90 und Mini Mille
Basisversion war der 1974 vorgestellte Innocenti Mini 90. Er verwendete einen 0,9 Liter großen Vierzylindermotor mit anfänglich 43, später 48 PS. Die Höchstgeschwindigkeit lag bei 134 km/h. Ab 1980 wurde eine technisch unveränderte Version dieses Fahrzeugs als Innocenti Mini Mille angeboten. Sie wies neu gestaltete Stoßfänger aus Kunststoff auf.

#### Innocenti Mini 120
Der Mini 120 war die leistungsstärkere Variante des Innocenti. Der 1275 cm³ große Vierzylinder leistete hier 65 PS, 10 PS mehr als der gleiche Motor im Mini 1275 GT.

#### Innocenti De Tomaso

Sportversion: Der 1976 vorgestellte Innocenti De Tomaso

Der 1976 vorgestellte Innocenti De Tomaso war eine überarbeitete Version des Mini 120, die sich vor allem äußerlich vom 120 unterschied. Die De Tomaso-Version verfügte über breite Kunststoffstoßstangen mit vorderem Spoiler, Alufelgen, integrierte Nebelscheinwerfer und eine Lufthutze auf der Motorhaube. Der Motor wurde unverändert aus dem 120 übernommen, die Motorleistung stieg durch einen geänderten Ansaugkrümmer und Auspuff auf 70 PS. Die Höchstgeschwindigkeit lag bei 160 km/h. Die Produktion des Innocenti De Tomaso endete 1983. Sein Nachfolger war der 1985 präsentierte Innocenti Turbo De Tomaso.

### Daihatsu-Ära
Ab 1982 verwendete Innocenti für Motoren und Kraftübertragungen vornehmlich japanische Komponenten, die von dem Kleinwagenspezialisten Daihatsu bezogen wurden. In dieser Zeit entstand eine große Zahl unterschiedlicher Versionen, die sich durch die Motorisierung, vor allem aber durch die Länge des Radstandes unterschieden. In den ersten Jahren der Daihatsu-Ära behielten die Innocenti den Radstand des Leyland-Mini bei. Mit der Einführung der Serie 990 im Jahr 1986 wurde der Radstand der Volumenmodelle um 160 mm gestreckt; das Basismodell, das vorübergehend einen Zweizylindermotor erhielt, und das am stärksten motorisierte Modell behielten allerdings den kurzen Radstand bei.

#### Herkömmlicher Radstand

##### Innocenti Tre
Nach der Loslösung von British Leyland präsentierte Innocenti 1982 das Modell Innocenti Tre (für tre Cilindri = drei Zylinder) als Basisversion des kleinen Stadtwagens. Später erhielt es die Bezeichnung Innocenti SE. Das Auto verfügte über einen 1,0 Liter großen Dreizylindermotor von Daihatsu mit einer Leistung von 52 PS. Auch das manuelle Fünfganggetriebe wurde aus Japan bezogen. Die Höchstgeschwindigkeit lag bei 145 km/h. Mit der Einführung der Baureihe 990 im Modelljahr 1986 wurde die Produktion des Tre aufgegeben.

##### Innocenti 650 und 500 iS

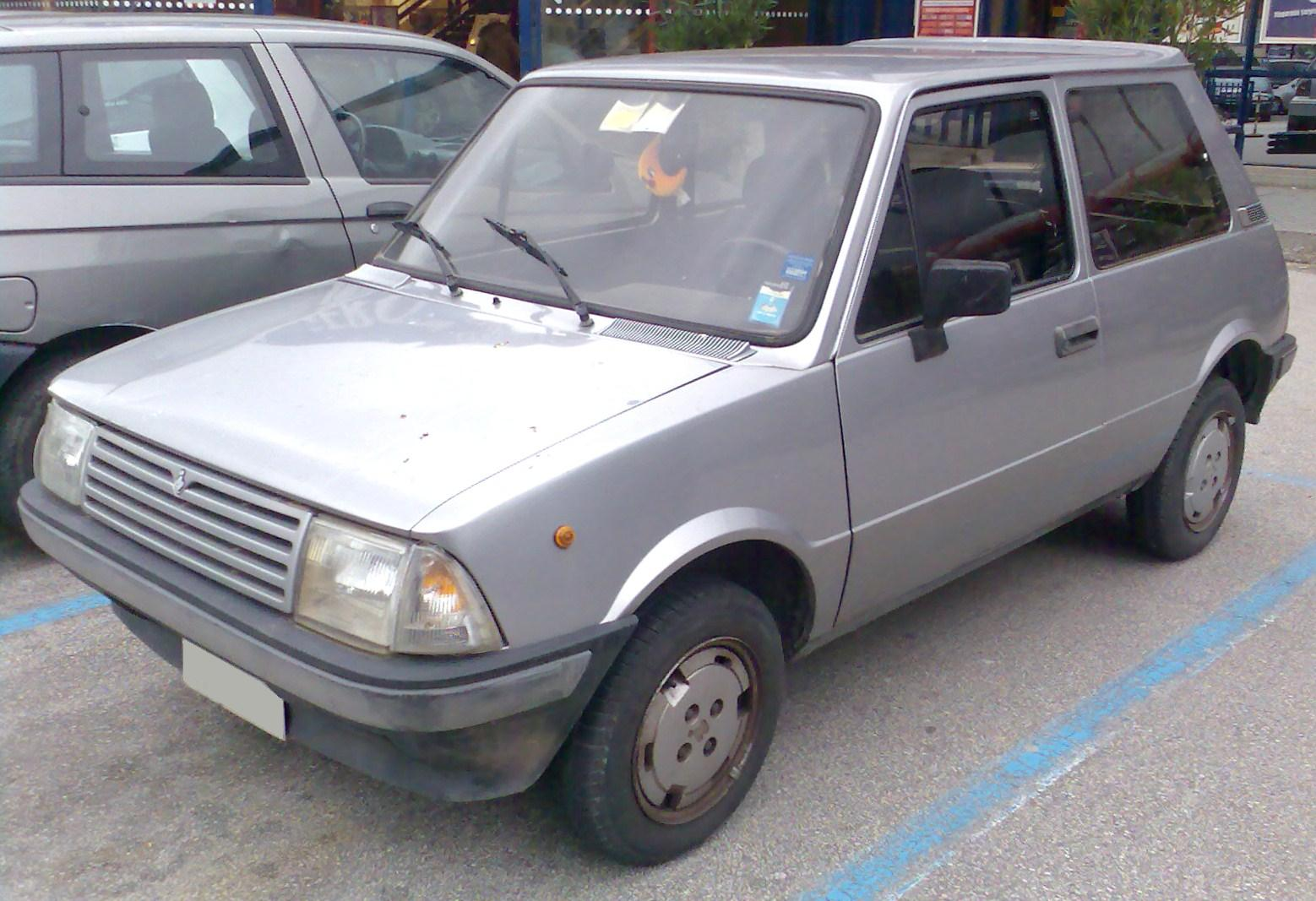
Basisversion der Daihatsu-Ära: Der Innocenti 500iS

1986 erschien auf dem herkömmlichen kurzen Radstand als neue Basisversion der Innocenti 650 mit einem 0,6 Liter großen Zweizylindermotor. Die Leistung des Motors betrug 31 PS; die Höchstgeschwindigkeit wurde mit 120 km/h angegeben. Seine Produktion wurde bereits 1988 wieder eingestellt.
An seine Stelle trat 1989 der Innocenti 500 iS, der von einem 0,5 Liter großen Dreizylindermotor mit 31 PS angetrieben wurde. Das Modell wurde bis 1993 produziert.

##### Innocenti Turbo De Tomaso
Als Sportversion fungierte der Innocenti Turbo De Tomaso, dessen Triebwerk aufgeladen war und 72 PS abgab. Der 1985 vorgestellte Turbo De Tomaso war die leistungsstärkste Version des Innocenti Mini. Seine Höchstgeschwindigkeit lag bei 165 km/h.

#### Verlängerter Radstand: Die Baureihe 990
Der Innocenti 990 wurde 1986 eingeführt. Gegenüber den früheren Modellversionen war der Radstand um 160 mm verlängert; entsprechend wuchs die Gesamtlänge des Wagens auf 3375 mm. Diese Baureihe geht auf eine Studie zurück, die der italienische Zulieferbetrieb Embo 1982 entwickelt hatte. Als Antrieb dienten unterschiedliche Motoren mit jeweils einem Hubraum von 993 cm³ und drei Zylindern.
- Ein 1,0 Liter großer Ottomotor mit 53 PS stellte die Basismotorisierung der Baureihe 990 dar.
- Sparsamste Version war der 990 Diesel mit einem 993 cm³ großen Dreizylinder-Dieseltriebwerk. Der Motor leistet 37 PS, die Höchstgeschwindigkeit betrug 125 km/h. Zeitweilig wurde der Diesel auch mit einer Turboaufladung angeboten.

## Verbreitung
Die Innocenti Mini wurden bis 1981 in den meisten europäischen Staaten über das Netz der British Leyland-Händler vertrieben. In Großbritannien war der Wagen allerdings nicht offiziell verfügbar; lediglich 1979 importierte ein freier Händler einige Modelle nach Großbritannien. Nach offizieller Darstellung habe der Wagen nicht in die Modellpalette von British Leyland gepasst. Außenstehende Beobachter gehen dagegen davon aus, dass British Leyland um den Erfolg der eigenen, veralteten Modelle fürchtete. Auch in Deutschland vertrieben die Leyland-Händler bis 1981 den Innocenti Mini; später übernahm ein freier Importeur den Vertrieb.

## Konkurrenten
Der Innocenti Mini konkurrierte vor allem mit italienischen Kleinwagen. Seit den 1980er Jahren war er spürbar teurer als seine Konkurrenten. Das Unternehmen versuchte, den Preisnachteil durch eine hochwertige Serienausstattung wettzumachen.

### Aus Italien
- Autobianchi A112
- Fiat 127
- Fiat Panda
- Lancia Y10

### Aus anderen europäischen Staaten
- Mini Metro
- Seat Panda

### Aus Japan
Zahlreiche japanische Automobilhersteller produzierten in den 1970er- und 1980er-Jahren eigene Angebote in der sog. Kei-Car-Klasse; besonders intensiv waren Daihatsu und Suzuki auf diesem Markt vertreten. Die meisten dieser kleinen Fahrzeuge blieben dem heimischen Markt vorbehalten. In größeren Stückzahlen wurde lediglich der Daihatsu Cuore nach Europa exportiert.